# Ramazan Gadžimuradov
Ramazan Irbajchanovič Gadžimuradov (in russo Рамазан Ирбайханович Гаджимурадов?; Chasavjurt, 9 gennaio 1998) è un calciatore russo, centrocampista dello SKA-Chabarovsk.

## Carriera
Inizia a giocare nella terza divisione russa con il Veles Mosca, con il quale in due stagioni realizza 12 reti su 43 partite giocate in campionato. Nel 2019 si trasferisce allo SKA-Chabarovsk, club militante nella seconda divisione russa. In una stagione e mezzo colleziona 45 presenze e 8 reti. Il 15 gennaio 2021 viene acquistato dall'Ural, formazione della massima serie russa.

## Statistiche

### Presenze e reti nei club
Statistiche aggiornate al 7 agosto 2021.
| Stagione              | Squadra               | Campionato            | Campionato | Campionato | Coppe nazionali | Coppe nazionali | Coppe nazionali | Coppe continentali | Coppe continentali | Coppe continentali | Altre coppe | Altre coppe | Altre coppe | Totale | Totale |
| Stagione              | Squadra               | Comp                  | Pres       | Reti       | Comp            | Pres            | Reti            | Comp               | Pres               | Reti               | Comp        | Pres        | Reti        | Pres   | Reti   |
| --------------------- | --------------------- | --------------------- | ---------- | ---------- | --------------- | --------------- | --------------- | ------------------ | ------------------ | ------------------ | ----------- | ----------- | ----------- | ------ | ------ |
| 2017-2018             | Veles Mosca           | 2D                    | 23         | 5          | CR              | 0               | 0               |                    | -                  | -                  |             | -           | -           | 23     | 5      |
| 2018-2019             | Veles Mosca           | 2D                    | 20         | 7          | CR              | 1               | 0               |                    | -                  | -                  |             | -           | -           | 21     | 7      |
| Totale Veles Mosca    | Totale Veles Mosca    | Totale Veles Mosca    | 43         | 12         |                 | 1               | 0               |                    | -                  | -                  |             | -           | -           | 44     | 12     |
| 2019-2020             | SKA-Chabarovsk        | 1D                    | 24         | 4          | CR              | 2               | 0               |                    | -                  | -                  |             | -           | -           | 26     | 4      |
| 2020-gen. 2021        | SKA-Chabarovsk        | 1D                    | 21         | 4          | CR              | 3               | 2               |                    | -                  | -                  |             | -           | -           | 24     | 6      |
| Totale SKA-Chabarovsk | Totale SKA-Chabarovsk | Totale SKA-Chabarovsk | 45         | 8          |                 | 5               | 2               |                    | -                  | -                  |             | -           | -           | 50     | 10     |
| gen.-giu. 2021        | Ural                  | PL                    | 11         | 2          | CR              | 1               | 0               |                    | -                  | -                  |             | -           | -           | 12     | 2      |
| 2021-2022             | Ural                  | PL                    | 0          | 0          | CR              | 0               | 0               |                    | -                  | -                  |             | -           | -           | 0      | 0      |
| Totale Ural           | Totale Ural           | Totale Ural           | 11         | 2          |                 | 1               | 0               |                    | -                  | -                  |             | -           | -           | 12     | 2      |
| Totale carriera       | Totale carriera       | Totale carriera       | 99         | 22         |                 | 7               | 2               |                    | -                  | -                  |             | -           | -           | 106    | 24     |